# Cryphia korealgae
Cryphia korealgae là một loài bướm đêm trong họ Noctuidae.